# Baby (album)
Pour les articles homonymes, voir Baby.
Albums de Yello
Flag
(1988) Essential Yello
(1992)
Baby est le septième album du groupe de musique électronique suisse Yello et le septième à ne contenir que des titres originaux. Il est sorti en 1991 et contient un titre en collaboration avec Billy MacKenzie, collaborateur récurrent du groupe depuis alors déjà quelques années.

## Pistes de l'album
| 1.    | Homage to the Mountain | Boris Blank, Dieter Meier     | 0:35 |
| 2.    | Rubberbandman          | Blank, Meier                  | 3:37 |
| 3.    | Jungle Bill            | Blank, Meier                  | 6:12 |
| 4.    | Ocean Club             | Blank, Meier                  | 3:29 |
| 5.    | Who's Gone?            | Blank, Meier                  | 3:41 |
| 6.    | Capri Calling          | Blank, Billy MacKenzie, Meier | 3:02 |
| 7.    | Drive/Driven           | Blank, Meier                  | 4:16 |
| 8.    | On the Run             | Blank, Meier                  | 4:39 |
| 9.    | Blender                | Blank, Meier                  | 4:36 |
| 10.   | Sweet Thunder          | Blank, Meier                  | 5:27 |
| 38:54 |                        |                               |      |

## Crédits
- Yello - Producteurs exécutif, producteurs
- Boris Blank - Voix additionnelles, mixing, arrangement, ingénieur du son, composition
- Dieter Meier - Voix

Avec également
- Billy Mackenzie - Voix, voix additionnelles
- Marco Colombo - Guitare
- Ernst Gamper - Guitare, design de la pochette
- Rolf Aschwander - Accordéon
- Beat Ash - Percussion
- Kevin Metcalfe - Mastering
- En Soie Zurich - Garde-robe

## Charts
Un des titres de cet album a fait une apparition dans les charts américains. Ainsi, on retrouve dans le classement des singles (Billboard (North America)) :
| Année | Single        | Chart                     | Position |
| ----- | ------------- | ------------------------- | -------- |
| 1993  | "JUNGLE BILL" | Hot Dance Music/Club Play | 40       |

## Note(s)
1. ↑  Il ne s'agit pas réellement d'un titre, mais davantage d'une introduction musicale à l'album, de par sa durée réduite.

- (en) Cet article est partiellement ou en totalité issu de l’article de Wikipédia en anglais intitulé « Baby (Yello album) » (voir la liste des auteurs).